# 血まみれの日曜日
『血まみれの日曜日』 (ちまみれのにちようび、Sunday Bloody Sunday) は、ジョン・レノンが1972年にオノ・ヨーコと共同名義で発表した、生前唯一の2枚組アルバム『サムタイム・イン・ニューヨーク・シティ』の収録曲である。

## 解説

### 経緯
1919年、当時イギリス領だったアイルランド島で民族主義者らが武装蜂起してアイルランド共和国の建国を宣言したことがきっかけに、アイルランド独立戦争（英愛戦争）が勃発した。1921年12月に休戦協定が結ばれ、アイルランド自由国が誕生したが、アルスター地方の大半はイギリス領北アイルランドとなり、北アイルランド問題が発生した。
1970年代初頭、アルスター地方ではイギリスからの独立を目指すテロが日常茶飯事となっていた。1972年1月30日、北アイルランドのロンドンデリー市で、市民権行進に参加した非武装の市民が英国軍の発砲を受けて13人が犠牲になった「血の日曜日事件」が起こった。
レノンはこの事件に憤り、本曲と｢ザ・ラック・オブ・ジ・アイリッシュ」をオノと共作して、アイルランドの紛争問題を全世界に告発した。

### 楽曲の概要
イギリスの主な民族はイングランドを中心に居住するゲルマン民族系のイングランド人（アングロ・サクソン人）、ケルト系のスコットランド人、アイルランド人、ウェールズ人である。歌詞の一節でレノンはイギリスを罵倒しており、本曲はアングロ・サクソン人に与したケルト民族をも痛罵した作品だといえる。